# 中村朝紗子
中村 朝紗子（なかむら あさこ、1992年 - ）は、日本のプロデューサー、コラムニスト、実業家。

## 略歴
大阪府出身。明治大学情報コミュニケーション学部卒業。
高校受験時に、ノート管理によるメソッドで、短期間で偏差値を20上げ志望校に合格し、高校入学後に始めた少林寺拳法でも同様の手法により全国大会準優勝を果す。明大入学後に、女性誌編集部でアルバイトをしたことからライターとしての活動を開始。在学中から各種メディアに登場し、執筆などを行う。ananでの連載など主にマガジンハウス系の雑誌や、Forbes JAPANなどでもオフィシャルコラムニストとして連載を行う。
並行して、ドレスアップやヘアメイクを通じて1日ヒロイン気分が味わえる「撮影女子会」を立ち上げ、起業。後に「Morning Labo」として株式会社化し社長に就任
。

## ライター

### 連載

#### 雑誌
- anan

- Forbes JAPAN

### 主な執筆媒体
- anan（マガジンハウス）
- Chou Chou Aliis（KADOKAWA）
- マイナビウーマン（マイナビ）
- R25（メディアシェイカーズ）
- WWD（INFASパブリケーションズ）
- nosh(TBSテレビ）

## プロデューサー

### 主な取引先
- 株式会社 マガジンハウス
- 株式会社 電通
- エイベックス・マネジメント株式会社
- 株式会社TBSテレビ
- ANAセールス株式会社
- トレンダーズ株式会社ほか